# Faro de Eluanbi
El Faro de Eluanbi (en chino: 鵝鑾鼻燈塔) es un faro situado en el cabo Eluanbi, el punto más al sur de Taiwán, al sur de Hengchun en el condado de Pingtung. El Faro Eluanbi es gestionado por la Dirección General de Aduanas, que depende del Ministerio de Hacienda, Taiwán. El faro se construyó entre el Océano Pacífico y el estrecho de Taiwán, mirando hacia el estrecho de Luzón. El faro está abierto al público todo el año. Es llamado "La Luz de Asia Oriental", ya que su intensidad es "la más poderosa" entre los faros de Taiwán.[cita requerida]